# Bruyères

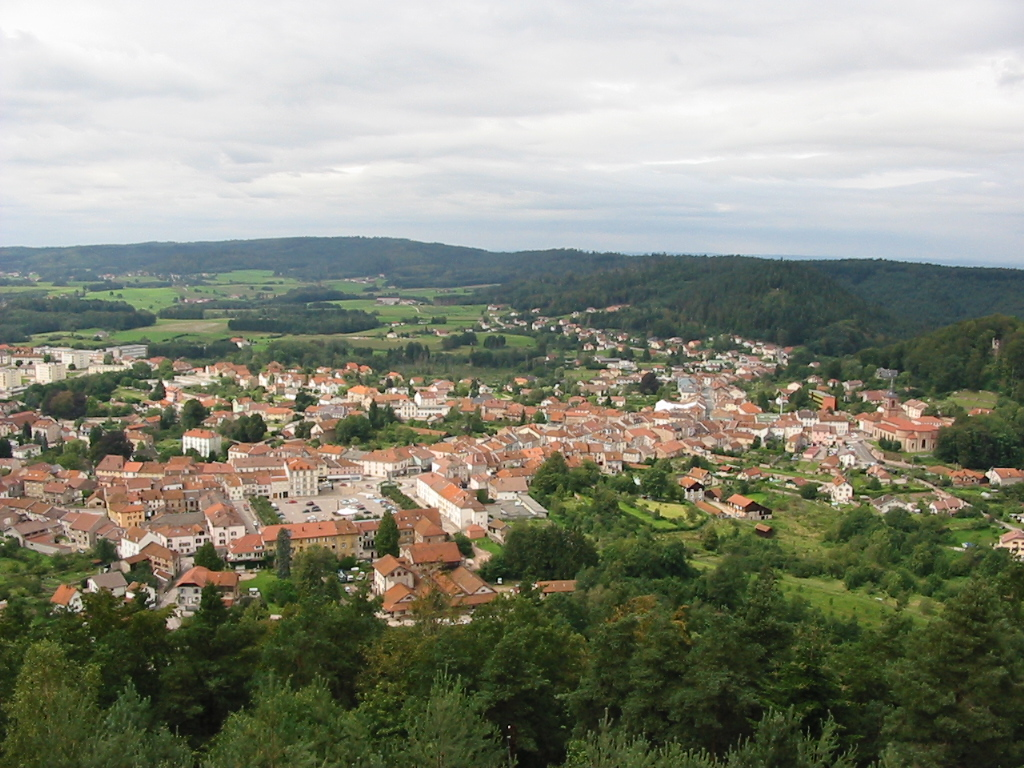

Bruyères – miejscowość i gmina we Francji, w regionie Grand Est, w departamencie Wogezy.
Według danych na rok 1990 gminę zamieszkiwało 3368 osób, a gęstość zaludnienia wynosiła 210 osób/km² (wśród 2335 gmin Lotaryngii Bruyères plasuje się na 127. miejscu pod względem liczby ludności, natomiast pod względem powierzchni na miejscu 300.).

## Współpraca
Miejscowości partnerskie:
- Honolulu, Stany Zjednoczone
- Vielsalm, Belgia